# Église de Kiihtelysvaara
L'église de Kiihtelysvaara (en finnois : Kiihtelysvaaran kirkko) était située dans le quartier de Kiihtelysvaara à Joensuu en Finlande. Elle a été détruite par un incendie dans la nuit du 22 au 23 septembre 2018.